# Bison (motorfiets)
Bison is een Oostenrijks historisch merk van motorfietsen.

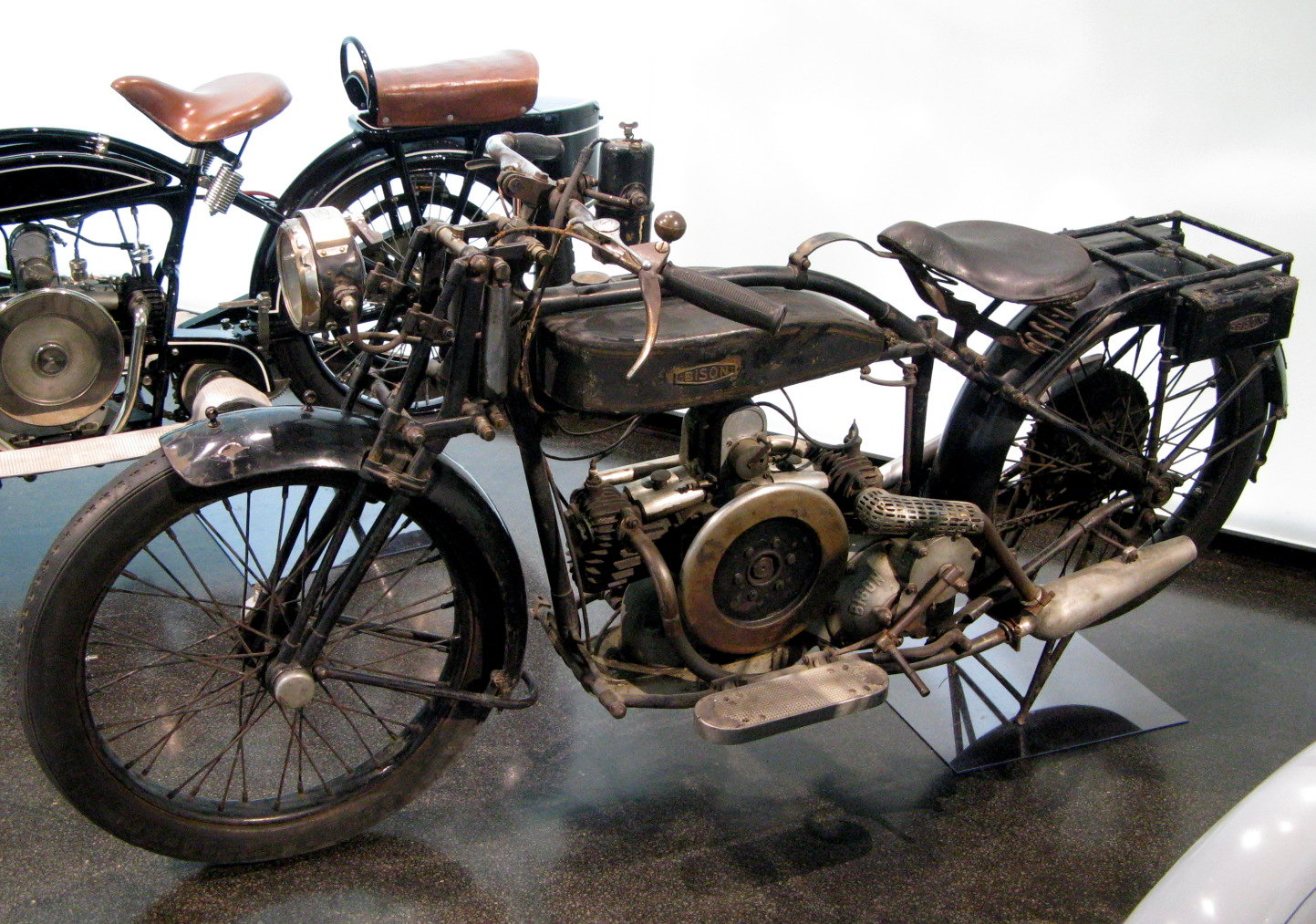
Bison-BMW uit 1920

De bedrijfsnaam was: Bison Motorradfabrik GmbH, Liesing bei Wien.
Deze fabriek produceerde tussen 1924 en 1926 aanvankelijk motorfietsen met 298cc-tweecilinderboxermotoren van Bosch-Douglas en later 492cc- en 678cc-BMW-blokken. Er werden ook 750cc-boxers van Coventry Victor toegepast. De Bison-motorfietsen hadden asaandrijving naar het achterwiel.